# قانون (روزنامه چاپ لندن)
قانون (منتشر شده از ۱۸۹۰ م تا ۱۸۹۸م) نشریه‌ای است فارسی‌زبان که میرزا ملکم خان ناظم‌الدوله سفیر مستعفی ایران در لندن منتشر می‌کرد. از این روزنامه امروز ۴۱ شماره به جا مانده است. ملکم خود می‌گفت که چهل پنجاه شماره منتشر کرده است. قانون از ادبیات مشروطه بود و نقش مهمی در بیداری ایرانیان و شروع انقلاب مشروطه داشت.

## محتوا
این روزنامه به نظام حکومتی قاجار با لحنی تند انتقاداتی وارد می‌کرد. این نظام را استبدادی می‌دانست و معتقد بود باید سیستم حکومتی تغییر کند. به همین دلیل انتشار این روزنامه با محدودیت‌هایی از سوی دولت وقت مواجه بود. بیشتر خوانندگان قانون از فارغ‌التحصیلان و محصلان دارالفنون بودند.
چند شماره از قانون با همکاری کسانی در کنار ملکم نوشته شده است از جملهٔ این کسان سید جمال‌الدین اسدآبادی است. روزنامه قانون با وجود مخالفت حکومت به دست خوانندگان می‌رسید. برای برخی به صورت مستقیم و به نشانی خودشان ارسال می‌شد و برای پیروان ملکم و افراد فراموشخانه به صورت محرمانه فرستاده می‌شد.
مقایسه نثر روزنامه قانون با روزنامه‌های پیش از آن، که اتفاقاً همگی نیز با کارکرد مشابه یعنی اطلاع‌رسانی منتشر می‌شدند، به سادگی نشانگر تأثیرگذاری او بر نثر زمانه خویش است. جملات قانون بسیار کوتاه‌ترند و فاصله میان فعل و فاعل بسیار کم شده است. از جملات متعدد وابسته و معترضه و تلمیحات به آیات و احادیث در نثر ملکم خبری نیست. سجع و صنایع صوری نیز در نثر او دیده‌نمی‌شود؛ و جالب‌تر از همه این که نثر ملکم یک‌نفره نیست و داستان‌گوست. او سخنش را از زبان راوی متکلم وحده بیان نمی‌کند بلکه مخاطبش را در گفتگوهایی برساخته به چالش می‌کشد.
ملکم در گزینش واژگان و یکپارچگی عبارات و درستی سخن دقت بسیار می‌کرد و به این ترتیب نثرش در عین سادگی و روانی از فصاحت و بلاغت و حسن انشا بی بهره نبود.

## نمونه ای از متن اولین شماره قانون در نوامبر ۱۸۹۰ میلادی-رجب ۱۳۰۷ قمری
هیچ‌کس در این مملکت هیچ چیز نیست زیرا که قانون نیست. حکم تعیین می‌کنیم بدون قانون. سرتیپ معزول می‌کنیم بدون قانون. حقوق دولت را می‌فروشیم بدون قانون. بندگان خدا را حبس می‌کنیم بدون قانون. شکم پاره می‌کنیم بدون قانون.
در هند در پاریس در تفلیس در مصر در اسلامبول حتی در میان ترکمن هرکس می‌داند که حقوق و وظایف او چیست.
در ایران احدی نیست که بداند تقسیر چیست و خدمت کدام.
فلان مجتهد را به چه قانون اخراج کردند.
مواجب فلان سرتیپ را به چه قانون قطع کردند.
فلان وزیر به کدام قانون مغضوب شد.
فلان سفیه به کدام قانون خلعت پوشید.
هیچ امیر و شاهزاده نیست که از شرط زندگی خود به قدر غلامان سفرای خارجی اطمینان داشته باشد.
حتی برادران و پسرهای پادشاه نمی‌دانند فردا صبح به عراق عرب نفی خواهند شد یا به ملک روس فرار خواهند کرد.
جمیع حرکات دولت بعد از این باید مبنی بر قانون باشد.
عزل و نصب عمال باید موافق قانون. تحصیل مالیات موافق قانون. محکمات موافق قانون. حبس موافق قانون. جزا موافق قانون. مصارف دولت موافق قانون. حکمرانی سلطنت موافق قانون. سختی و عدات فرمایی و اطاعت همه باید به حکم قانون باشد.
ایران مملو است از نعمات خداداد. چیزی که همه این نعمات خداداد را باطل گذاشته، نبود قانون است.
واضح است که حرف ما در اینجا بر عدالت شخص پادشاه نیست.
کل ایران شهادت می‌دهد که عادل تر و رئوف تر از امروز پادشاهی نداشتیم. اما عدالت شخصی پادشاه، بدون قوانین حسنه و بدون دیوانخانه‌های منتظم در میان این دریای مظالم به فریاد کدام بیچاره خوهد رسید.
************
تاریخ دنیا به حیرت ثبت کرده است که در این چهل ساله سلطنت هنوز در ایران یک کلمه قانون وضع نشده است.
در ملک انوشیروان با همه ترتیات دنیا و با همه کمالات دولت پرور وزرای ما، امروز اداره جمیع امور ایران عبارت است از دلبخواه روسا.
در ملکی که هیچ‌کس ماذون نباشد لفظ قانون و اسم حقوق به زبان بیاورد، در ملکی که مال و جان و ناموس و تمام زندگی خلق موقوف به بوالهوسی روسا باشد، در ملکی که هر جاهل نانجیب بتواند بر مسند وزارت، خود را مالک رتاب کل ملت قرار بدهد، در آن ملکت همت ملوکانه و عدالت ظل اللهی چه معنی خواهد داشت
*************
مطلب اصلی و فریاد خلق این است که عدالت باید حکماً مبنی بر قانون باشد، و ما در ایران هنوز هیچ قانون نداریم و از این ناله ما، مقصود به هیچ وجه این نیست که در ایران قانون خوب نوشته نشده است.
کتب ما و سینه علمای ما پر است از قوانین خوب، حرف در اجرای آنها است.
************
قوانین خوب در این چند هزار سال به واسطه انبیا و حکما به شروح کامل نوشته شده و الان به ترتیب صحیح جمع و حاضرند و اصول اکمل قوانین را در شرع اسلام مثل آفتاب در پیش روی خود موجود و روشن می‌بینیم.
اشکال مطلب به هیچ وجه در انتخاب قوانین نیست.
اصل مسئله در این است که قوانین خوب خواه آسمانی خواه عقلی از هر کجا که انتخاب و به هر زبان که چاپ نماییم و کتابخانه‌های خود را هر قدر از این قوانین پر بکنیم محال است که خود به خود اجرا بشود.
پس اگر قانون می‌خواهیم قبل از اقدام به کار باید از عقل و همت خود بپرسیم که بعد از انتخاب قانون چه باید کرد که آن قانون مجرا بشود. در این مسئله بزرگ حرف‌های تازه خیلی خواهیم داشت.
************
یکی از حرفهای تازه ما این است که، ترقی دنیا پس از هزار قسم امتحان از برای اجرای قوانین، بعضی تدابیر
مخصوص اختراع کرده که ما اهل ایران تا امروز از معانی و اثر آن به کلی بی‌خبر بوده‌ایم.
علما و عقلای ایران همه وقت از قوانین حسنه اطلاع داشته‌اند. نقص کار این بوده که هرگز ندانسته ند از برای اجرای قوانین چه تدبیر و چه راه باید پیش گرفت.
هنوز بر این اعتقاد هستند که اجرای قوانین کار وزرا است. می‌گویند ما قوانین خوب در سینه خود حاضر داریم اما چه کنیم که وزرا مجرا نمی‌دارند
ای عاقل مکرم. آن وزرا که طالب و قادر اجرای قانون می‌شوند آنها در این نوع شوره زارها به عمل نمی‌آیند. پس از این انتظارها حال دیگر قبیح خواهد بود که ما و شما باز تکلیف خود را منحصر به این قرار بدهیم که قوانین خوب پیدا نماییم.
بعد از این باید تکلیف دولت خواهی و وظیفه انسانیت ما این باشد که سعی نماییم بفهمیم چه باید کرد که قوانین خوب در ایران مجرا بشوند.
************
ما چند نفر که به سعادت بخت و به تقدیر الهی مؤسس این جریده قانون شده‌ایم بر ذمت دولت پرستی خود حتم کرده‌ایم که از روی علوم و سرمشقهای دنیا به قدری که در قوه ما باشد خلق ایران یاد و نشان بدهیم که از برای اجرای قوانین چه نوع همت و چه قسم مساعی باید به کار ببرند.
************
اگر اعلی حضرت اقدس شاهنشاهی مثل بعضی سلاطین سابق منکر و دشمن قانون می‌شد ما نیز به اقتضای آئین شاه پرستی اسم قانون به زبان نمی‌آوردیم.
ولیکن با نهایت وجد مشاهده می‌کنیم که این اوقات پادشاه ما مصرتر از هر حکیم و مجدتر از هر رعیت هواخواه و داوطلب قانون شده است.
موفق اخبار طهران این روزها در آستان همایون به جزء تمجید قانون و تأکید بر لزوم قانون حرف دیگر نبوده است
*************
از برای شاهد این معنی بعضی مضامینی که بر سر همین مسئله قانون در مجلس وزرا به زبان مبارک جاری شده و یکی از دوستان ما از طهران فرستاده است محض روشنایی قلوب اهل ترقی در اینجا با هزار لسان تشکر چاپ می‌نماییم.
پس از شرح امنیت و آبادی فرنگستان اینطور فرمودند.
همه این ترقیات و آسایش سایر ملل از میامن استقرار قوانین است.
در نظر ما مثل آفتاب روشن شده است که بدون قانون نه از برای سلاطین امنیت خواهد بود و نه از برای ملت آسایش.
تا بحال گردش جمیع امور این دولت بسته به اراده شخصی ما و اغلب موقوف به میل و اغراض وزرا بود.
مناصب دیوان و حقوق ملت همه توی در هم. کل صنوف نوکر و رعیت در زندگی خود متحیر. هیچ عملی در دولت ما نیست که مبنی بر قانون باشد.
بی قانونی دولت و اغراض و عدم کفایت بزرگان وضع این دولت و بقای این سلطنت را موجب حیرت و اسباب ترحم دنیا ساخته است.
لهذا قلباً و قویاً مصمم شده‌ایم که سیل همه این مصایب را به سد قوانین دفع نماییم.
جمیع حرکات دولت بعد از این باید مبنی بر قانون باشد.
عزل و نصب عمال باید موافق قانون. تحصیل مالیات موافق قانون. محکمات موافق قانون. حبس موافق قانون. جزا موافق قانون. مصارف دولت موافق قانون. حکمرانی سلطنت موافق قانون. سختی و عدالت فرمایی و اطاعت همه باید به حکم قانون باشد.
ولیکن باید این حقیقت بزرگ را همه خوب ملتفت بشوید که استقرار قانون فقط با اراده پادشاه میسر نخواهد بود.
تا وزرا و عقلا بلکه تا عموم خلق یک ملک طالب قانون نباشند وضع قانون در آن ملک یک واقعه موقتی و عوض اینکه یک درخت برومند باشد یک گیاه بی ریشه خواهد بود.
و این فقره را هم باید به خلق ایران درست حالی نمایید که این دولت تنها مال من نیست مال همه ماست. اگر شما در بند قانون نباشید و اگر خلق ایران از ما قانون نخواهند همت ما و دلسوزی دیگران از برای رفاه شما چه حاصلی خواه داشت.
نظم دولت باید به اتفاق خلق باشد و شما معنی اتفاق را به کلی فراموش کرده‌اید.
مایه کلی اغتشاش دولت ما از عدم اتفاق شما است. اگر واقعاً نظم و قانون می‌خواهید باید از روی جد در طلب قانون با هم متفق و یک دل بشوید. و این هم کافی نخواهد بود که فقط شما چند نفر با هم اتفاق نمایید باید آنچه قدرت و تدبیر دارید بکار ببرید که عموم اهل ایران طالب اتفاق و محرک و حامی قانون باشند.
باید مجتهدین و علما و ارباب قلم و اصحاب کلام فواید قانون و لزوم اتفاق را در مدارس و بر منابر و بر سر کوچه و بازار شب و روز گوشزد خلق ایران بسازند.
باید ایران را طوری مملو صدای قانون نمایید که کل صنوف مردم ملا و تاجر سرتیپ و سرباز شاهزاده و رعیت در طلب قانون هم رای و هم زبان و همدست بشوند. بالاتر از اینها باید معنی قانون را در قلب مردم چنان جایگیر بسازید که از برای تحصیل و حفظ قانون هیچ نوع فداکاری حتی جان خود را مضایقه نکنند..
راه نظم و شرط احیای دولت اینست که پس از شیر اوضاع سایر دول و بعد از پنجاه سال تجربه به شما و به خلق ایران اعلام می‌نماییم.
اگر واقعاً طالب حفظ دولت خود هستید قبل از همه چیز در طلب قانون و در تدبیر اتفاق باشید.
**************
این فرمایشات ملکوتی سمات را یقین فرشتگان اسلام به خط طلا بر در و دیوار مساجد ما خواهند نوشت
پرتو و فیوض این فرمایشات شاهنشاهی جاده تکالیف ما را به طوری صاف و روشن می‌سازد که بعد از این طی مراحل آدمیت از برای ارباب غیرت یک عیش روح پرور خواهد بود.
بعد از این آن عقولی که از انوار معرفت شعاعی دیده‌اند و آن قلوبی که به همت و ترحم سرشته شده‌اند چه اشکالی خواهند داشت که خلق ایران را از این خواب نکبت بیدار نمایند.
ما از سفرای دول متحابه بی‌نهایت ممنون هستیم که محسنات و وجوب قوانین را به دولت ما حالی کردند.
آن سفرا که دوست آدمیت و حقیقته دولتخواه ایران هستند انشاء الله باز هم در هر موقع، خاطر نشان اولیا دولت ما خواهند کرد که بعد از این بقای دول ممکن نخواهد بود مگر بر اساس قوانین عدلیه.
**************
ما نمی‌گوییم قانون پاریس یا روس یا قوانین هند را می‌خواهیم.
اصول قوانین خوب همه جا یکی است و اصول بهترین قوانین همان است که شریعت خدا به ما یاد می‌دهد. اما از عدم اجرای این اصول به جدی ضرر و ستم دیده‌ایم و الان به طوری محتاج و تشنه قانون هستیم که راضی شده‌ایم به هر قانون اگر چه قانون ترکمن باشد؛ زیرا که پست‌ترین قوانین بهتر از بی قانونی است..
*************
سال گذشته یعنی سنه ۱۸۸۹ عیسوی از خاک فرانسه موافق حساب‌های گمرک‌ها مبلغ هزار و سی دو کرور تومان امتعه به خارج حمل شده.
و از قرار حساب گمرکهای داخله و خارجه از ممالک ایرانی سالی پانزده کرور تومان مال به خارج می‌رود.
مملک ایران خیلی وسیع تر. خاک ایران خیلی حاصل خیز. خلق ایران خیلی باهوش. خیلی کارکن. پس چرا از استعداد ملک و از هنرهای ذاتی خود به این درجه کمتر از دیگران منفعت می‌برند.
سببش این است که در سایر ممالک قانون مجرا است و در ایران هنوز لفظ قانون معمول نیست.
*************
یک شخصی بسیار محترم که می‌توان گفت مملو دولتخواهی است از ایران می‌نویسد. از این دولت علیه چندین فقره طلب بی حرف دارم در این چند سال از برای ابطال طلبهای من هیچ بلایی نیست که بر سر من نیاورده باشند.
بعضی از غربا که واقف مظلومیت من هستند می‌گویند چرا نمی‌روی به عدالتخوانه.[؟]
تعصب ذاتی قبول نمی کندکه جواب بگویم کدام دیوانخانه. کدام قانون. کدام انصاف. کدام انسانیت.
اولیلی ما صد تومان پیشکش می‌گیرند و یکی از نوکرهای خود را امیر دیوانخانه قرار می‌دهند و بعد به ما یعنی به این ملت سیاه بخت ایران می‌گویند اگر طلب و حقی دارید بروید به دیوانخانه.
خدا در این سی سال به من و چندین هزار امثال من حوصله داد. حالا دعا می‌کنم که هم به من و هم به خلق ایران یک قدری هم شعور و یک فی الجمله غیرت کرامت فرماید.